# Bismarckplatz (Regensburg)
Der Bismarckplatz (ⓘ), seit 1885 benannt nach Reichskanzler Otto von Bismarck, liegt im westlichen Ende der inneren Altstadt von Regensburg und wird im Süden begrenzt vom Stadttheater. Der Platz entstand 1803 gemeinsam mit dem Arnulfsplatz, der sich heute nördlich des Theaters befindet. Beide Plätze entstanden aus einem großen Vorläuferplatz, nachdem im Auftrag von Fürstprimas Dalberg der Baumeister Emanuel Herigoyen den Neubau eines Theater- und Gesellschaftshauses fertiggestellt hatte. Das neue Theatergebäude, damals bezeichnet als das „Neue Haus,“ teilte den vorher vorhandenen, großen Vorläuferplatz auf und damit entstanden die heutigen zwei Plätze.

## Lage
Heute führt eine vom Arnulfsplatz kommende und nach Süden Richtung Kumpfmühl führende Verkehrsstraße westlich am Bismarckplatz vorbei und hat dann dort auch eine Zufahrt zu der 1982 entstandenen Tiefgarage, deren Ausfahrt etwas östlich abseits des Platzes verläuft. Drei verkehrsberuhigte Straßen verbinden den Platz mit der Altstadt und zwei Fußgängerpassagen münden in den Platz. Mit einer relativ niedrigen Verkehrsbelastung und dem wöchentlichen Markt, mit zwei großen, teilweise von Bäumen gesäumten Brunnenanlagen, einer eindrucksvollen Randbebauung und mit Restaurationsbetrieben bietet der Platz für Fußgänger und Besucher eine hohe Aufenthaltsqualität.

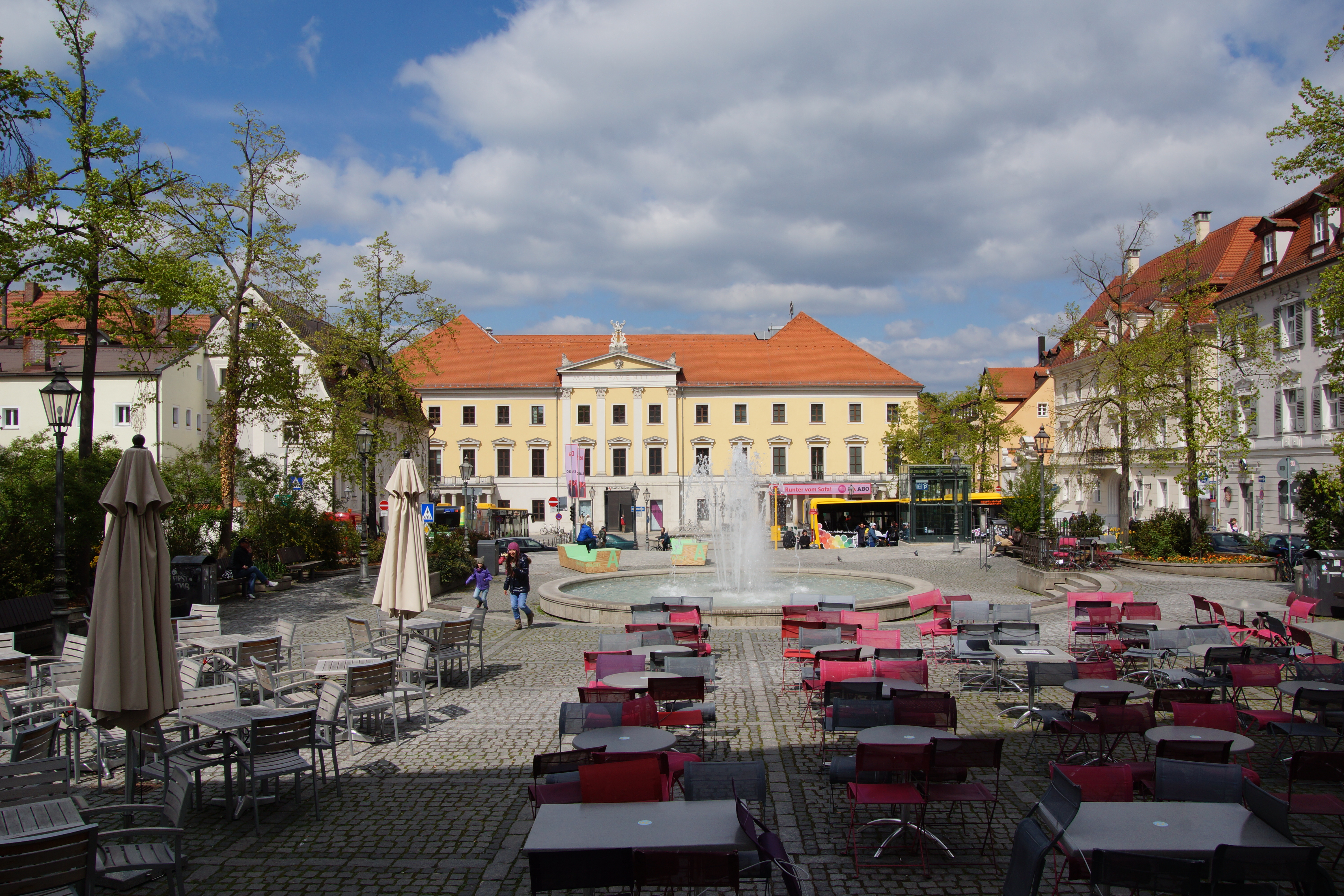
Bismarckplatz Blick nach Norden auf das Theater

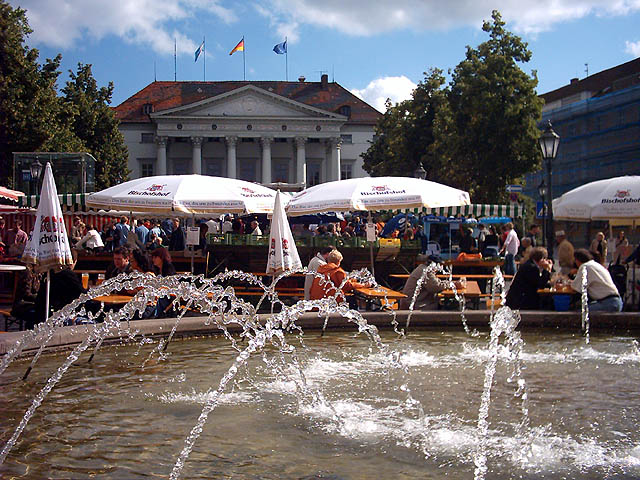
Belebter Bismarckplatz während des Bayerischen Jazzweekends

## Entwicklung des großen Vorläuferplatzes und der Randbebauung bis 1803

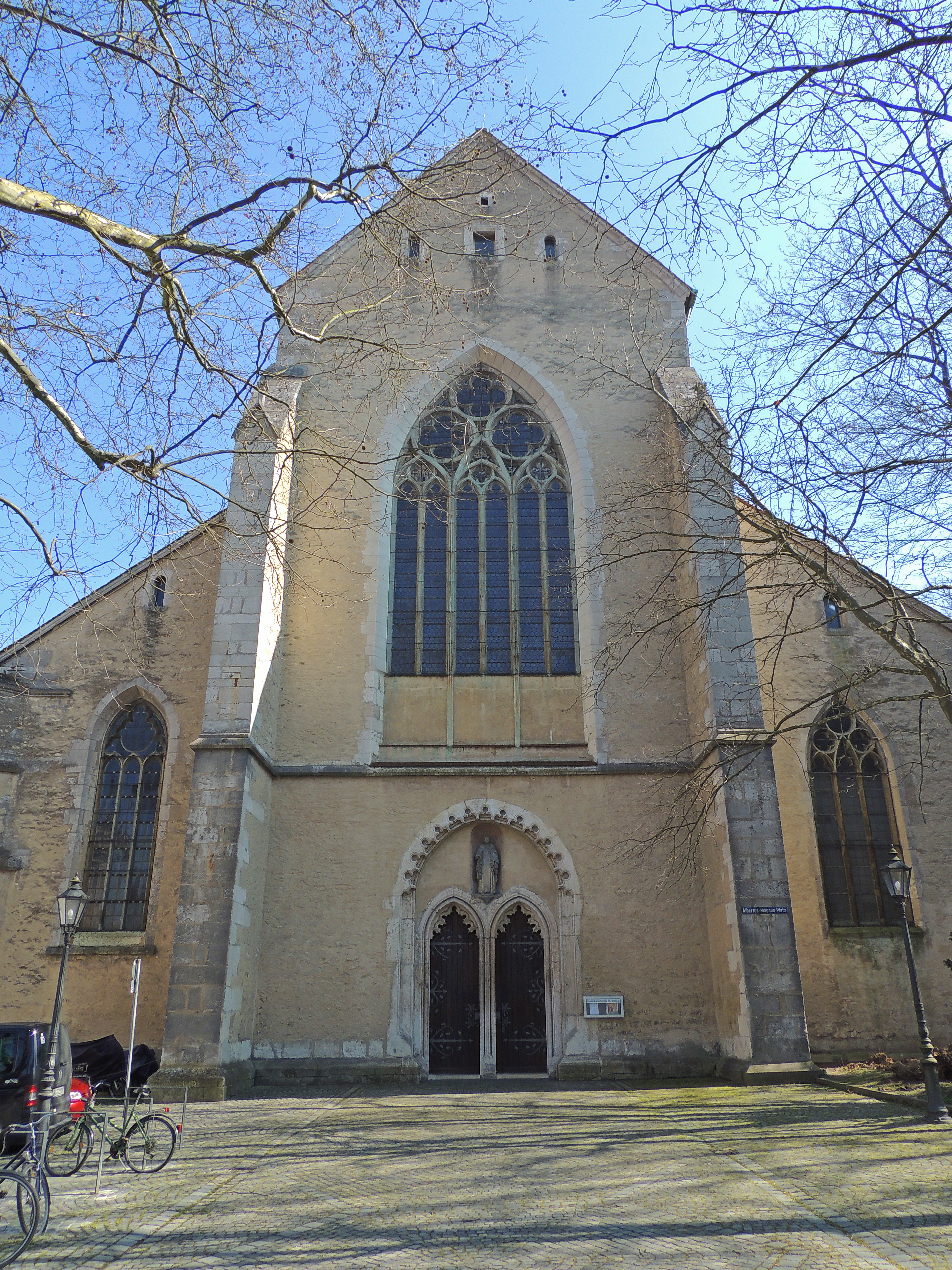
West-Portal Dominikanerkirche St. Blasius

Zur frühen Entwicklung des Vorläuferplatzes in der Römerzeit vergleiche Arnulfsplatz

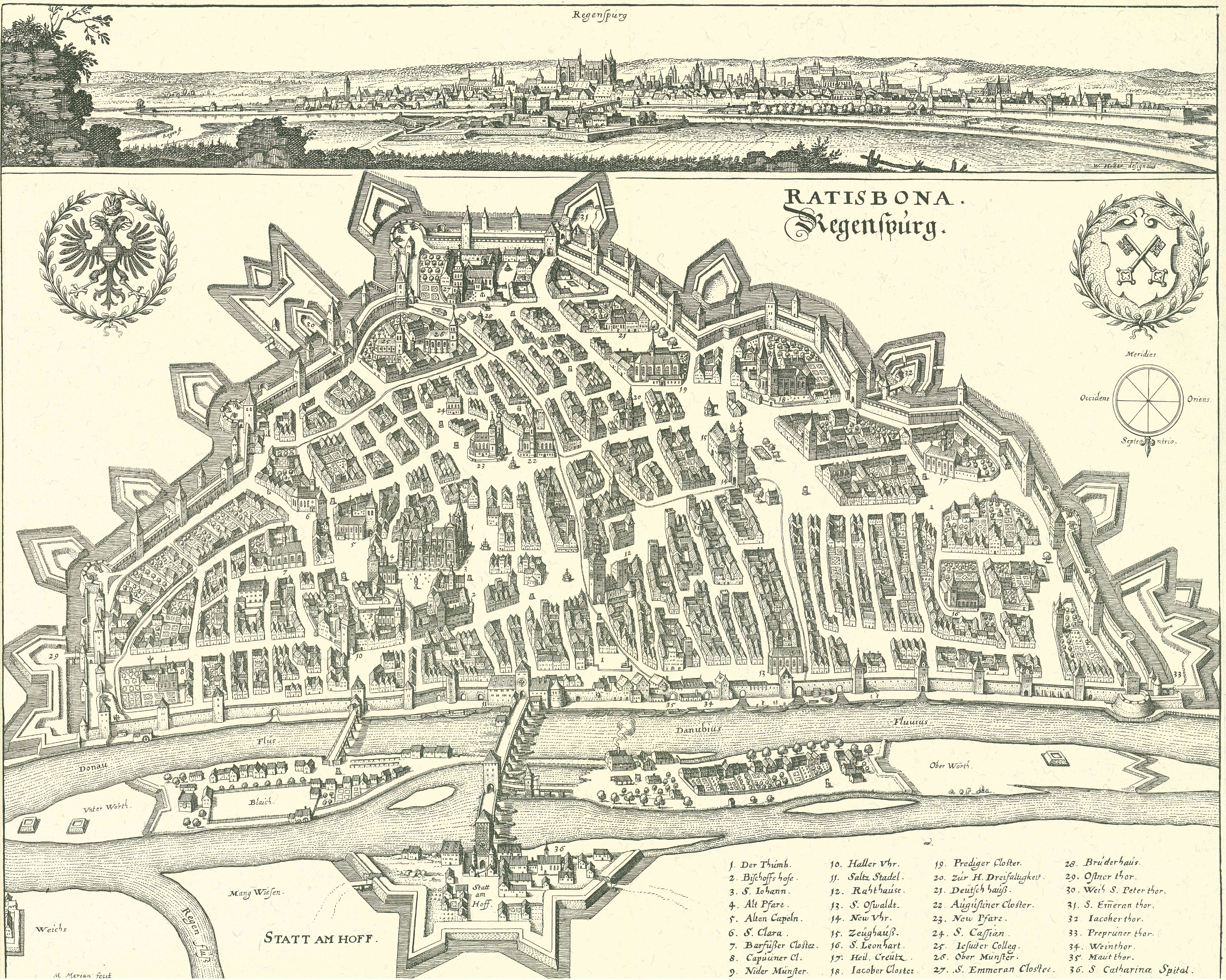
Merianstich 1644,
Großer Vorläuferplatz
mit Zeughaus (15), Heuwaage, Heustadl (ohne Nr.), Jakobskloster(18), Dominikanerkloster (19)

Der in der Römerzeit entstandene große Vorläuferplatz erhielt sich über einige Jahrhunderte. Nachdem um 920 die Arnulfinische Stadtmauer entstanden war, lag der große Platz westlich außerhalb dieser Mauer. Die Arnulfinische Stadtmauer begann an der Donau, folgte dem Verlauf der heutigen Straßen Weißgerbergraben und Drei-Mohren-Straße (Merianstich Nr. 14–15), zwischen denen die alte Ost-West-Handelsroute gekreuzt wurde, und verlief am östlichen Rande des großen Platzes. Am südlichen Ende der Drei-Mohren-Straße wurde im Mittelalter um 1280 das städtische Zeughaus (Merianstich Nr. 15) errichtet, das 1803 für den Bau des Theaters abgebrochen wurde.
Ein Stadttor, das einer Ost-West-Straße folgend auf das Gelände des heutigen Bismarckplatzes hinausführte, gab es damals noch nicht, weil die Gesandtenstraße damals noch nicht existierte. Anders war es beim nur wenig nördlich entfernten Ruozanburgtor, das ab 1500 wegen seines Uhrturms „Neue Uhr“ genannt wurde (Merianstich Nr. 14). Dieses Tor sicherte dort am heutigen Arnulfsplatz den Eingang zur innerstädtischen Ost-West-Handelsstraße, die am Ostentor wieder aus der Stadt herausführte. Die Arnulfinische Stadtmauer folgte nach Süden dem Verlauf der heutigen Straße Beraiterweg (Merianstich bei Nr. 19) und verlief dann weiter nach Süden über den westlichen Randbereich des Ägidienplatzes zum Kloster St. Emmeram (Merianstich Nr. 27.)
Von 1090 bis 1180 entstand westlich des großen Platzes außerhalb der Arnulfinischen Stadtmauer das ehemalige Schottenkloster, die Abtei der Benediktiner von St. Jakob (Merianstich Nr. 18) mit dem Schottenportal. Die zugehörigen Klostergebäude und damit auch der gesamte große Platz wurden erst nach der Stadterweiterung um 1320 und nach dem Abbruch der Arnulfinischen Stadtmauer von der um 1320 neu erbauten mittelalterlichen Stadtmauer im Süden und Westen umschlossen und in das Stadtgebiet einbezogen. Die Gebäude des Schottenklosters bildeten die westliche Begrenzung des großen Platzes und beherrschen noch die Westflanke des Bismarckplatzes. In diesen Gebäuden ist das Bischöfliche Priesterseminar der Diözese Regensburg untergebracht.
Mitte des 13. Jahrhunderts entstand am westlichen Rand der Stadt, noch innerhalb der Arnulfinischen Stadtmauer, die Bettelordenskirche der Dominikaner, die Dominikanerkirche St. Blasius mit den zugehörigen Bauten der Klostergebäude, die im Süden an den Ägidienplatz angrenzen. Das Westportal dieser großen dreischiffigen gotischen Basilika ist zwar auf den Bismarckplatz ausgerichtet, gegenüber der Front der übrigen Bauten aber deutlich zurückgesetzt und deshalb nicht auffallend.
1358 entstand auf dem südlichen Teil des großen Platzes, dem späteren Bismarckplatz, am Standort des heutigen Präsidialpalais (Musikschule) ein Manghaus für die Tuchmacher, Leineweber, Bleicher und Färber. Das Manghaus musste 1568 einem städtischen Getreidespeicher weichen, der 1805 dem Bau des Palais für den französischen Botschafter wich.
Da Heu als Futtermittel für Pferde in der Stadt eine zunehmende Rolle spielte, wurde auf dem Platz 1607 ein Heulagerhaus und eine Heuwaage (Merianstich ohne Nr, aber mit typischer Form) errichtet. Die Waage konnte wegen ihrer komplizierten Mechanik nur in Nürnberg gefertigt werden und wurde 1690 erneuert. Es handelte sich um ein turmähnliches dreigeschossiges Gebäude mit einem gemauerten Erdgeschoss und zwei hölzernen Obergeschossen, in denen ganz oben das Wiegewerk mit einem aus dem Gebäude herausragenden Waagebalken untergebracht war. Das Gebäude der Waage stand auf dem großen Platz gegenüber der Einmündung der heutigen Gesandtenstraße. Als am Beginn des 19. Jahrhunderts in Regensburg das Fürstentum von Dalberg entstand, wurden wegen der von Dalberg vorgesehenen Neubebauung des Platzes beide Gebäude abgebrochen und die Waage in das nicht weit entfernte Haus Kreuzgasse Nr. 1 verlegt. Die nach dem Bau der Waage entstandene Bezeichnung des großen Platzes als Platz bei der Heuwaag hielt sich bis 1837.

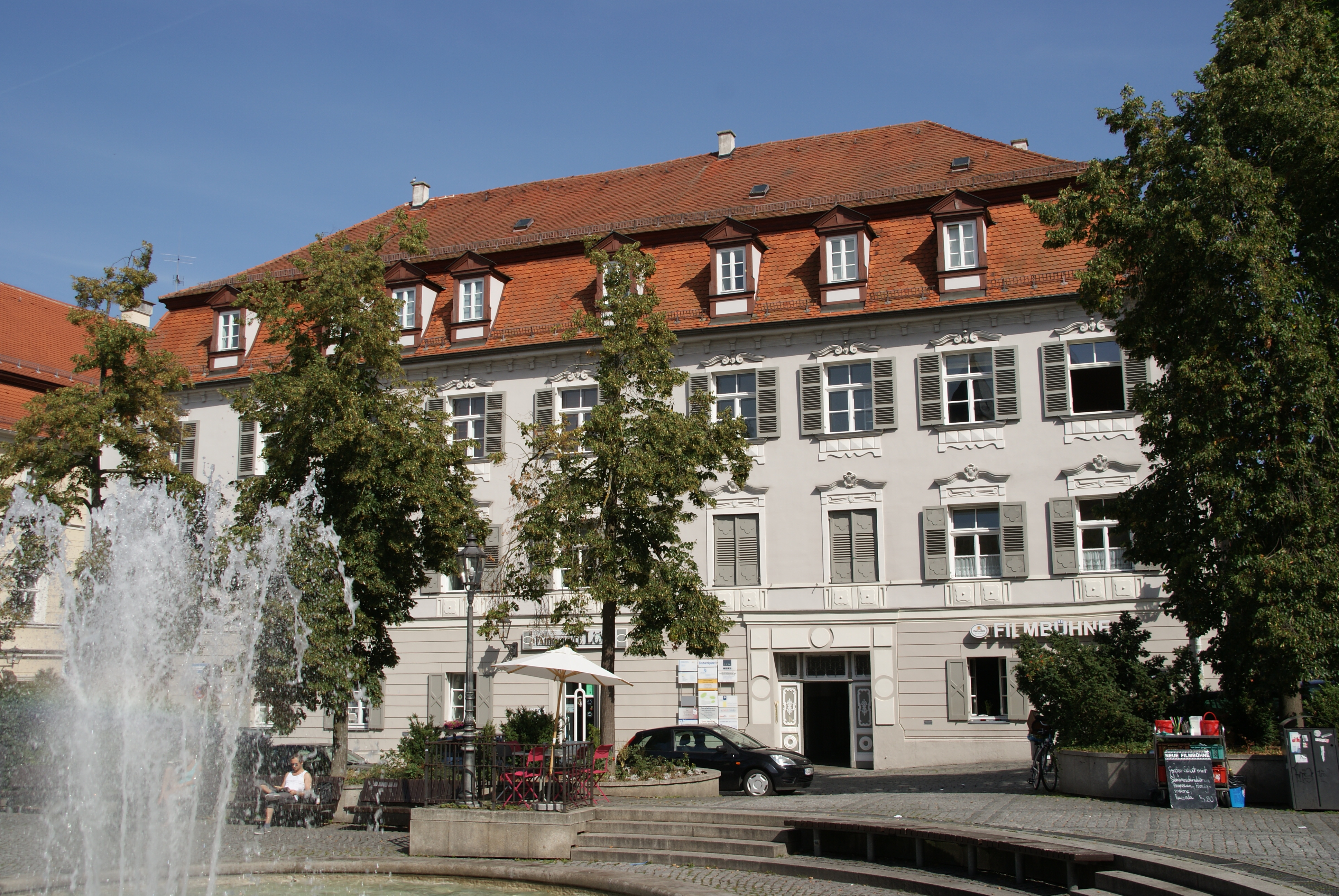
Bismarckplatz Ostseite Württembergische Gesandtschaft (2012)

Schon vor Beginn des Immerwährenden Reichstags bekamen einige der als Randbebauung des großen Platzes schon früh entstandenen Bürgerhäuser mit romanischer Substanz Bedeutung als Quartiere für Gesandtschaften, Gesandte und fürstliche Besucher. Für das Gebiet des späteren Bismarckplatzes ist dafür das Haus Nr. 9, eine Vierflügelanlage am Eck zur Gesandtenstraße, von Bedeutung. Dort soll anlässlich des Reichstages 1541 in Anwesenheit des Kurfürsten Joachim von Brandenburg ein Jahr vor dem Übertritt der Stadt zur Lehre Luthers zum ersten Mal evangelischer Gottesdienst abgehalten worden sein. 1556 und 1594 logierten dort Kaiser Ferdinand I. und der Kurfürst von Trier. Im 17. Jahrhundert wurde das Haus barock umgeformt und beherbergte 1716 die kurfürstlich hannoversche und ab 1742 die herzoglich württembergische Gesandtschaft, nach der das Haus auch noch heute bezeichnet wird.
Der Abt von Kloster Prüfening ließ 1701 die palaisartige, barocke Vierflügelanlage, genannt Prüfeninger Hof, an der nördlichen Ostseite des Bismarckplatzes am Eingang zur Gesandtenstraße errichten. Das Gebäude wurde als Absteige und Gästehaus für Besucher des Klosters genutzt. Im 19. Jahrhundert kam das Gebäude in den Besitz des Hauses Thurn und Taxis, wurde zum Wohnort der Familie von Erbprinz Maximilian Anton von Thurn und Taxis und erhielt den Namen Erbprinzenpalais. Im 20. Jahrhundert bis ca 1980 war das Gebäude der Sitz der Thurn-und-Taxis-Bank.

## Entstehung des Bismarckplatzes, Entwicklung und Nutzung nach 1803
1803 entstanden nach dem Abbruch des Zeughauses die beiden vom Baumeister Dalbergs Herigoyen geschaffenen Neubauten des Präsidialpalais, damals Residenz des französischen Gesandten, und des Theaters. Diese beiden Gebäude brachten erstmals den Klassizismus in reinster Form in das vom Mittelalter geprägte Stadtbild von Regensburg.
Die durch den Theaterbau verursachte Teilung des großen Gesamtplatzes führte für den südlich des Theaters entstandenen größeren der beiden neuen Plätze zur Benennung Oberer Jacobshof und erst 1885 zum heutigen Namen Bismarckplatz. Auch heute noch wird dieser Platz durch diese beiden Gebäude und im Süden besonders vom erhöht gelegenen Portikus des Gebäudes der ehemaligen französischen Gesandtschaft, dem späteren Präsidialpalais, geprägt.
Auch die übrige qualitätsvolle Randbebauung – erfasst in der Liste der Baudenkmäler – mit dem Bürgerhaus Nr. 5 (ehemalige Jacobsapotheke), der palaisartigen barocken Vierflügelanlage der ehemaligen Prüfeninger Herberge Nr. 8 und dem Gebäude der ehemaligen württembergischen Gesandtschaft Nr. 9 tragen wesentlich zur eindrucksvollen Gestaltung des Platzes bei.

### Verkehrsanbindung des Bismarckplatzes
Anders als heute war der Bismarckplatz bis zum Abbruch der mittelalterlichen Stadtmauer nach 1863 von Süden her nur schlecht erreichbar und man musste den Weg über das Emmeramer Tor, Ägidienplatz und Beraiterweg wählen. Unmittelbar südlich vom Bismarckplatz verliefen Stadtmauer und Stadtgraben in Ost-West-Richtung vom Jacobstor kommend über den Wiesmeierweg zum Ägidienplatz mit dem dort noch heute erhaltenen Ägidienturm. Vom Bismarckplatz hatte man keinen direkten Zugang zur 1781 entstandenen, mit Bäumen gesäumten Fürstenallee, wo Gartenhäuser und Villen entstanden waren, wie z. B. das 1806 fertiggestellte Dörnbergpalais. Dort endete auch die von München und Augsburg kommende Landstraße, die heutige Kumpfmühler und Augsburger Straße. Dort war 1838 die erste Zuckerfabrik gebaut worden, die 1888 stillgelegt und durch das heutige Justizgebäude ersetzt wurde. Der Durchbruch durch die Stadtmauer südlich des Bismarckplatzes und die Auffüllung des Stadtgrabens waren also dringend erforderlich, wurden erst 1863 erlaubt, dann aber sofort vollzogen. Die Anbindung des Bismarckplatzes an die von Augsburg kommende Landstraße wurde mit der nur 150 m langen Schottenstraße vollzogen. Der neu entstandene Straßenzug deckte sich mit der antiken römischen Heerstraße nach Augsburg, der via Augustana, die bis zum Vorort Kumpfmühl von ausgedehnten römischen Gräberfeldern gesäumt war. Die Ausgrabungen dieser Grabfelder erfolgten von 1871 bis 1873.

## Entwicklung und Nutzung des Bismarckplatzes nach 1900
In Vorbereitung auf den Bau einer Tiefgarage in den Jahren 1981/82 wurden auf dem Bismarckplatz in den Jahren 1976/77 umfangreiche archäologische Grabungen durchgeführt, denen die Brunnenanlage und der gesamte alte Baumbestand zum Opfer fiel. Die Grabungen erfolgten auf einem Gebiet westlich der arnulfinischen Stadtmauer, der zwei 8 m breite Gräben vorgelagert waren. Die Grabungen ergaben wertvolle Erkenntnisse über römische Ansiedlungen mit Holzbauten, steinernen Häusern, Gehsteigen, Säulenhallen, einem Kalkbrennofen, Darre und Räucherkammer, die sich westlich des Römerkastells entwickelt hatten und verschiedenen Zeiträumen angehörten. Sehr bedeutsam war der Fund eines Bronzetäfelchens mit dem Militärdiplom des römischen Hilfssoldaten Marcus Ulpius Fronto von 113 n. Chr., mit dem ihm das römische Bürgerrecht verliehen wurde.
Großes Aufsehen erregte der Fund einer rituellen Pferdegrabstätte aus dem 6. Jahrhundert mit vier Pferdskeletten und Zierbeschlägen im germanischen Tierstil aus vergoldeter Bronze. Diese Funde müssen zum Grab einer hochadeligen Person gehören, deren Grabstätte aber nicht entdeckt wurde.
Seit 1982 ist der Bismarckplatz eine beliebte Spielstätte beim Regensburger Jazzweekend.
2010 wurde das Gebäude des Präsidialpalais von der Stadt Regensburg gekauft. Nach der Renovierung befindet sich dort das Haus der Musik mit Sing- und Musikschule für Kinder und ein Jugendtheater.
Der nach dem Bau der Tiefgarage 1982 neu gestaltete seitliche Baumbestand in Pflanztrögen erwies sich als nicht überlebensfähig. Im Frühjahr 2019 mussten alle Bäume entfernt werden, um mit einer neuen Art von Pflanztrögen und Bewässerungsanlagen einen neuen Baumbestand zu ermöglichen.